# Wilhelm Ludwig Köhler
Wilhelm Ludwig Heinrich Anton Köhler (* 25. Mai 1821 in Altenstadt (Hessen); † 30. Mai 1908 in Darmstadt) war Direktor des Landgerichts Darmstadt und Mitglied der Landessynode der Evangelischen Landeskirche in Hessen.

## Leben
Wilhelm Ludwig Köhler wurde als Sohn des Höchster Pfarrers Heinrich Anton Köhler (1784–1858) und dessen Ehefrau Charlotte Friederike Luise Ebenau (1799–1871) geboren und wuchs mit seinen Geschwistern Friedrich Heinrich Carl Ludwig (1817–1898, Pfarrer), Carl Heinrich Philipp Christian (1819–1885, Kreisarzt) und Eduard Wilhelm Ludwig (1822–1882, Baurat) auf.
Nach seinem Studium der Rechtswissenschaften an der Justus-Liebig-Universität Gießen kam er zum Landgericht Darmstadt, das von 1816 bis 1937 zur Provinz Starkenburg mit ihrer Hauptstadt Darmstadt gehörte. Als Direktor wurde ihm die Leitung des Gerichts übertragen.
Er war Präsident des kirchlichen Disziplinarhofs und in dieser Eigenschaft ernanntes Mitglied der Landessynode der Evangelischen Landeskirche in Hessen.
Am 23. September 1895 versetzte ihn Großherzog Ernst Ludwig auf seinen Wunsch hin mit Wirkung zum 1. Januar 1896 unter Anerkennung seiner langjährigen mit Treue und Eifer geleisteten Dienste in den Ruhestand.

### Familie
Er war verheiratet mit Bertha Maria Henriette Maul (1833–1910, Tochter des Kammerrats Wilhelm Maul und der Agnes Bergsträßer). Aus der Ehe sind der Sohn Wilhelm (1858–1945, Unterstaatssekretär) und die Tochter Amélie (* 1865, ∞ Rudolph Ihle) hervorgegangen. 

### Ehrungen und Auszeichnungen
- 14. März 1872 Königlicher Kronen-Orden (Preußen) IV. Klasse[4]